# 79e division d'infanterie (États-Unis)
Pour les articles homonymes, voir 79e division.
La 79e division d'infanterie (79th Infantry Division) est une division de l'US Army mobilisée à l'occasion des deux guerres mondiales.
Elle apparaît pour la première fois en août 1917 au Camp Meade dans le cadre de la Première Guerre mondiale. Elle est principalement composée de conscrits du Maryland et de la Pennsylvanie. Elle part en Europe au mois de juillet et participe aux derniers stades de la guerre lors de l'offensive Meuse-Argonne où elle gagne son surnom de Cross of Lorraine (croix de Lorraine). Après être revenue sur le sol américain, elle est désactivée en juin 1919.
Elle est mobilisée à nouveau le 15 juin 1942 au Camp Pickett, en Virginie et quitte les États-Unis pour l'Europe en avril 1944. Elle poursuit alors son entraînement au Royaume-Uni et débarque sur Utah Beach entre les 12 et 14 juin pour être engagée dans la bataille de Normandie. Elle participe à l'offensive sur Cherbourg, prenant notamment le fort du Roule avant de pénétrer dans la ville le 25 juin. Au cours du mois suivant, elle est engagée dans la bataille des Haies dans le Cotentin. À la fin du mois de juillet, elle repart à l'attaque vers le sud, participant à l'opération Cobra qui perce les lignes allemandes, ce qui lui permet d'entrer dans Le Mans le 8 août avant de traverser la Seine le 19 août, parvenant à repousser des contre-attaques allemandes entre le 22 et le 27 août. Elle progresse ensuite jusqu'à la frontière franco-belge au niveau de Saint-Amand-les-Eaux où elle bifurque vers l'est et rencontre une résistance plus forte lors de la prise de Charmes le 12 septembre. Elle traverse la Meurthe et la Moselle entre le 13 et le 23 septembre avant de nettoyer la forêt de Parroy où elle fait face à de rudes combats jusqu'au 9 octobre. Le 24 octobre, elle est relevée et est mise au repos à l'arrière.
L'unité revient sur le front le 13 novembre 1944, dans le secteur compris entre Mignéville et Montigny à partir duquel elle progresse vers Haguenau puis vers la ligne Siegfried qui protège les frontières de l'Allemagne. Elle reste en position défensive à Wissembourg entre le 20 décembre et le 2 janvier, date à laquelle elle se retire sur la ligne Maginot. Elle doit notamment repousser une tentative déterminée des Allemands d'établir une tête de pont à l'ouest du Rhin vers Gambsheim. La division se replie ensuite sur la Moder entre le 19 janvier et le 6 février 1945. Elle repart à l'offensive le 24 mars quand elle traverse le Rhin, sécurisant la rive nord de la Ruhr et participant à la formation puis à la reddition de la poche de la Ruhr en avril. Par la suite, la division remplit des missions d'occupation à Dortmund, dans les Sudètes puis en Bavière avant de revenir aux États-Unis où elle est désactivée le 20 décembre 1945.
Aujourd'hui, c'est le 79th Sustainment Support Command qui est l'héritier de la 79e division d'infanterie depuis le 1er décembre 2009.

## Liens web
- (en) « Site de l'association 79th Memory Group » (consulté le 9 mai 2016)
- (en) « The Cross of Lorraine Division: The Story of the 79th », Lone Sentry (consulté le 9 mai 2016)